# Модифікатор біологічної відповіді
Модифікатори біологічної відповіді (МБВ), англ. biological response modifiers (BRMs) — це речовини, що змінюють імунну реакцію. Вони можуть бути як ендогенними (виробляються природним шляхом в організмі), так і екзогенними (як лікарські засоби). Вони можуть або посилити імунну відповідь, або пригнічити її.
Деякі з цих речовин викликають реакцію організму на інфекцію, інші можуть запобігти надмірній реакції. Таким чином, вони служать імуномодуляторами в імунотерапії (лікування, із втручанням в імунну відповідь), що може бути корисним при лікуванні раку (де цільова терапія часто покладається на імунну систему, яка використовується для нападу на ракові клітини) та в лікуванні аутоімунних захворювань (при яких організм атакує власна імунна система), такі як деякі види артритів та дерматитів.
Більшість МБВ є біофармацевтичними препаратами (біологічними препаратами), до яких належать моноклональні антитіла, інтерлейкін-2, інтерферони та різні типи колонієстимулюючих факторів (наприклад, CSF, GM-CSF, G-CSF).
«Імунотерапія використовує МБВ для посилення активності імунної системи для підвищення природних захисних механізмів організму проти раку» тоді як МБВ при ревматоїдному артриті спрямовані на зменшення запалення.
До деякі з ефектів МБВ належить нудота та блювання, діарея, зниження апетиту, підвищення температури та озноб, м'язовий біль, слабкість, шкірний висип, підвищена схильність до кровотечі або набряки. Наприклад, пацієнти із системним червоним вовчаком (СКВ), які отримують стандартне лікування, модифікатори біологічної реакції тощо, мають більший ризик смерті та умовно-патогенної інфекції порівняно із загальною популяцією.

## Абциксимаб
Механізм дії : моноклональне антитіло, яке зв'язується з рецептором глікопротеїну IIb/IIIa на активованих тромбоцитах, запобігаючи їх агрегації.
Клінічне застосування: гострі коронарні синдроми, черезшкірна транслюмінальна коронарна ангіопластика.
Токсичність: кровотеча, тромбоцитопенія.

## Анакінра(Кінерет)
Механізм дії: рекомбінантна версія антагоніста рецептора ІЛ-1.
Клінічне застосування: ревматоїдний артрит.
Токсичність: алергічна реакція та нейтропенія.

## Etanercept(Enbrel)
Механізм дії: рекомбінантна форма рецептора фактора некрозу пухлини людини, що зв'язує цей фактор.
Клінічне застосування: ревматоїдний артрит, псоріаз, анкілозуючий спондиліт.

## Інфліксимаб(Ремікаде)
Механізм дії: моноклональне антитіло до ФНП, прозапального цитокіну.
Клінічне застосування: хвороба Крона, ревматоїдний артрит, анкілозуючий спондиліт.
Токсичність: респіраторні інфекції, гарячка, гіпотонія. Збільшує вразливість до інфекцій (реактивація прихованого туберкульозу).

## Ритуксимаб(Ритуксан)
Механізм дії: моноклональне антитіло до поверхневого імуноглобуліну CD20.
Клінічне застосування: лімфома та різні аутоімунні захворювання, хоча може бути неефективним при лікуванні захворювань, опосередкованих імуноглобулінами класу A.

## Трастузумаб(Герцептин)
Механізм дії : моноклональне антитіло проти HER2/neu (erb-B2). Допомагає вбивати клітини раку молочної залози, які надмірно експресують HER-2, можливо, завдяки антитілозалежній цитотоксичності.
Клінічне застосування: метастатичний рак молочної залози.
Токсичність: кардіотоксичність.

## Натуральні МБВ
Екстракти деяких лікарських грибів є природними модифікаторами біологічної реакції.

## Дивитися також
- Імунотерапія